# Joaquín Chacopino Fabré
Joaquín Chacopino Fabré, conocido como Chacopino o Chaco (Barcelona, 6 de septiembre de 1926 - Calafell, Tarragona, 14 de agosto de 2014) fue un pintor e ilustrador español. Desarrolló su trabajo en diversas editoriales españolas y europeas, sobre todo como portadista en el terreno de la literatura popular.

## Biografía
Joaquín Chacopino nació en Barcelona en 1926. Comenzó a dibujar durante el servicio militar, donde conoció a Germán Plaza de Diego, hijo del distribuidor y editor Germán Plaza Pedraz (1904-1977) y  gerente de Ediciones Clíper desde 1953. Comenzó estudios de comercio, pero pronto los abandonó para cursar un par de años de Bellas Artes. Aun así, su formación fue esencialmente autodidacta. A comienzos de los años cincuenta entró a trabajar para Plaza en los últimos números de El Coyote, y continuó como ilustrador y portadista de varios de sus sellos editoriales: Clíper (Nueva Serie Wallace, Bazooka, Hombres del Oeste), Cisne y Ediciones G.P. (Libros Plaza, Libros Alcotán, G.P. Policiaca). Entre 1952 y 1958 fue el encargado, junto a Álex Coll, de ilustrar las cubiertas de la Enciclopedia Pulga, uno de los mayores éxitos editoriales de la época. Se mantuvo en la editorial hasta poco después de la fundación de Plaza & Janés (1959), creada tras la adquisición por parte de la familia Plaza de los fondos de Janés Editores tras la repentina muerte de Josep Janés. De esta época son sus cubiertas para los primeros números de la colección Libros Reno (1959-1984).
También realizó varias portadas para Ediciones Toray entre los años 1955-56, en las colecciones Rutas del Oeste y Espacio. Mundo Futuro, firmadas con el seudónimo Cha’Bril. Algunas de estas cubiertas fueron reutilizadas en la revista francesa Spoutnik (Artima, 1959), y otras colecciones británicas de ciencia ficción.
A partir de los años sesenta, Chacopino trabajó para varias editoriales, principalmente para Ferma y más adelante para Producciones Editoriales, heredera de la anterior y Ediciones Petronio, su asociada. De esta época son las cubiertas para diversas colecciones de bolsilibros del oeste (Pistoleros del Oeste, Salvaje Oeste, Sendas Salvajes) y de ciencia ficción (Megatón, Rutas del Espacio).
De la mano del agente José Ortega llegó al mercado europeo, como muchos otros ilustradores de la época, realizando multitud de portadas para la alemana Bastei Verlag, la francesa Arédit-Artima y la italiana Edizioni Flash, tanto a través de la agencia Studiortega como con otras como Bardon Art. Se calcula que solo para el mercado alemán pudo haber realizado unas 1000 portadas
Siguió ilustrando libros para diversas editoriales hasta 2012, año en que se retiró después de sesenta años de profesión. Gran parte de sus trabajos son irrastreables, ya que era práctica habitual no firmar los encargos realizados para el mercado extranjero. Aun así, se sabe que trabajó de manera continuada desde 1951 hasta 2012, por lo que se estima su producción en varios miles de portadas.

## Colecciones y títulos en España
| Editorial                | Título (nº)                                       | Año       |
| ------------------------ | ------------------------------------------------- | --------- |
| Clíper                   | El Coyote                                         | 1953      |
| Clíper                   | Nueva Serie Wallace                               | 1953      |
| Clíper                   | Colección Hombres del Oeste                       | 1953      |
| Clíper                   | Colección Bazooka                                 | 1953      |
| Clíper                   | Colección Bwana (8)                               | 1953      |
| Clíper                   | Álbum de cromos Zoo                               | 1954      |
| Ediciones Futuro         | Futuro. Novelas de Ciencia y Fantasía             | 1953-54   |
| Ediciones Toray          | Espacio. Mundo futuro (90)                        | 1954-58   |
| Ediciones Toray          | Rutas del Oeste                                   | 1955-56   |
| Gerplá                   | Colección El Búho                                 | 1957      |
| Ediciones G.P.           | Enciclopedia Pulga                                | 1954-1958 |
| Ediciones G.P.           | GP Policiaca                                      | 1957-1959 |
| Ediciones G.P.           | Libros Alcotán                                    | 1956-1959 |
| Ediciones G.P.           | Libros Plaza                                      | 1955-1959 |
| Ediciones G.P.           | Libros Reno                                       | 1959-1960 |
| Ediciones G.P.           | Libro Picus                                       | 1959      |
| Edigesa                  | Álbum Lejano Oeste.                               | 1955      |
| Edigesa                  | Álbum Lejano Oeste 2                              | 1957      |
| Edigesa                  | Álbum Piratas.                                    | 1958      |
| Garbo Editorial          | Paulina y el mundo y las estrellas                | 1960      |
| Cénit                    | El socarrón (12)                                  | 1962-63   |
| Ferma                    | El Santo (8)                                      | 1965      |
| Ferma                    | Colección Carro blindado                          | 1960      |
| Ferma                    | Agente secreto                                    | 1962      |
| Ferma                    | Pistoleros del Oeste                              | 1964      |
| Ferma                    | Salvaje Oeste                                     | 1958-59   |
| Ferma                    | Gran Oeste                                        | 1964      |
| Ferma                    | Sendas Salvajes                                   | 1966      |
| Ferma                    | Oeste Cheyenne                                    | 1964      |
| Ferma                    | Extra Combate                                     | 1962      |
| Ferma                    | Megatón (25)                                      | 1966      |
| Ferma                    | Rutas del espacio (12)                            | 1958      |
| Ferma                    | Colección Gacela Blanca                           | 1960      |
| Ferma                    | Colección juvenil Ferma. Serie amarilla (76)      | 1959      |
| Ferma                    | Colección juvenil Ferma. Serie verde celeste (52) | 1960      |
| Ferma                    | Colección Grandes                                 | 1963      |
| Petronio                 | Colección Clásicos Petronio                       | 1969-     |
| Petronio                 | Colección Grandes obras universales               | 1972-     |
| Petronio                 | Colección Erótica                                 | 1977      |
| Petronio                 | Revista El mico koñon                             | 1976      |
| Producciones Editoriales | Bruce Lee. Artes Marciales                        | 1976      |
| Producciones Editoriales | Mini Infinitum. Aventuras en el espacio           | 1980      |
| Nauta                    | Las amistades peligrosas                          | 1971      |
| Nauta                    | Obras Selectas de Charles Dickens                 | 1972      |
| Verón                    | Los tres mosqueteros                              | 1972      |
| Editorial Ruiz Romero    | Álbum Viajes y conquistas                         | 1976      |
| Ultramar                 | Año bisiesto. Peter Cameron                       | 1990      |
| Ultramar                 | Serie Pequeño Amigo                               | 1993      |
| 3REditores               | Colección Sonido & Fantasía                       | 1993      |
| Dalmau Socías            | La isla del tesoro                                | 1987      |
| Dalmau Socías            | Don Quijote de la Mancha                          | 1988      |
| Dalmau Socías            | La cabaña del tío Tom                             | 1988      |
| Iberlibro/Editors        | Colección Biografías                              | 1991      |
| Iberlibro/Editors        | El Decamerón                                      | 1998      |

## Colecciones y títulos para el mercado internacional
| Editorial           | Título                                   | Año       | País       |
| BSV                 | Sheriff Klassiker                        | 1964      | Alemania   |
| Bastei Verlag       | Roy Tiger                                | 1969-1970 | Alemania   |
| Bastei Verlag       | Silberpfeil                              | 1971-73   | Alemania   |
| Bastei Verlag       | Lasso                                    | 1966      | Alemania   |
| Bastei Verlag       | Buffalo Bill                             |           | Alemania   |
| Bastei Verlag       | Conny (36)                               | 1980      | Alemania   |
| Bastei Verlag       | Schwarzer Wolf (2)                       | 1975      | Alemania   |
| Bastei Verlag       | Marco Polo                               |           | Alemania   |
| Bastei Verlag       | Phantom magazine/ Phantom Spezial (11)   | 1981-82   | Alemania   |
| Kelter Verlag       | Die großen Western                       |           | Alemania   |
| Kelter Verlag       | Wyatt Earp                               |           | Alemania   |
| Kelter Verlag       | Doc Holliday                             |           | Alemania   |
| Arédit/Artima       | Cathy (73)                               | 1965-1988 | Francia    |
| Arédit/Artima       | Ardan (40)                               | 1972-1975 | Francia    |
| Arédit/Artima       | Audax                                    | 1973      | Francia    |
| Arédit/Artima       | Choc                                     | 1974      | Francia    |
| Arédit/Artima       | Meteor                                   |           | Francia    |
| Arédit/Artima       | Eclair                                   |           | Francia    |
| DC Thomson          | Commando (11)                            | 1962-64   | Inglaterra |
| Micron Publications | Edgar Wallace Mystery Magazine (2)       | 1964      | Inglaterra |
| Novaro              | Superman                                 | 1978      | México     |
| Novaro              | Tarzán                                   | 1978      | México     |
| Edizioni Flash      | Tele story Atlas UFO Robot (41)          | 1979-82   | Italia     |
| Edizioni Flash      | Atlas UFO Robot presenta Grendizer (104) | 1978-1981 | Italia     |
| Edizioni Flash      | Actarus (16)                             | 1979-1981 | Italia     |